# Largue (Ill)
Die Largue (dt.: Larg) ist ein 51 km langer Nebenfluss der Ill in der Landschaft Sundgau der Region Grand Est, Frankreich.

## Name
Der Name des Flusses leitet sich vom Lateinischen larga (via, aqua) mit der Bedeutung „die breite Furt“ ab. Es handelte sich hierbei zunächst um eine römische Siedlung, deren Name dann auf den Fluss übertragen wurde. Die Siedlung Larga wird auf der Tabula Peutingeriana und im Itinerarium Antonini erwähnt.

## Geographie

### Verlauf
Die Largue entspringt auf ca. 500 m Höhe am Glaserberg bei Oberlarg nahe der Grenze zur Schweiz und mündet bei Illfurth auf 258 m Höhe in die Ill.

### Zuflüsse
- Laltriff (links), 1,4 km
- Goutte (links), 1,3 km
- Ribersmattenbach(links), 3,7 km
- Grumbach (rechts), 11,6 km
- Babersenbach (links), 4,6 km
- Largitzenbach (rechts), 13,1 km
- Halsbach (rechts), 3,0 km
- Elbbaechlein (links), 5,8 km
- Traubach (links), 9,8 km
- Soultzbach (links), 16,7 km
- Allmendgraben (rechts), 5,2 km
- Grengelgraben (rechts), 1,3 km
- Krebsbach (links), 14,7 km
- Trendlingergraben (links), 6,9 km

## Hydrologie
An der Mündung der Largue in die Ill beträgt die mittlere natürliche Abflussmenge (MQ) 3,46 m³/s; das Einzugsgebiet umfasst hier 277,1 km². Sie übertrifft damit geringfügig die Ill, die an der Mündung 3,24 m³/s führt und ein Einzugsgebiet von 339,4 km² entwässert.
Am Pegel Spechbach-le-Bas wurde über einen Zeitraum von 41 Jahren (1969–2009) die durchschnittliche jährliche Abflussmenge der Largue berechnet. Das Einzugsgebiet entspricht an dieser Stelle mit 239 km² etwa 86 % des vollständigen Einzugsgebietes des Flusses.
Die Abflussmenge schwankt im Lauf des Jahres recht stark. Die höchsten Wasserstände werden in den Monaten Dezember – März gemessen. Ihren Höchststand erreicht die Abflussmenge mit 5,72 m³/s im Februar. Von April an geht die Schüttung Monat für Monat zurück und erreicht ihren niedrigsten Stand im August mit 0,83 m³/s, um danach wieder von Monat zu Monat anzusteigen.
Der  monatliche mittlere Abfluss (MQ) der Largue in m³/s, gemessen  an der hydrologischen Station Spechbach-le-Bas
Daten aus den Werten der Jahre 1969–2009 berechnet